# Hlídkový člun typu 16
Hlídkový člun typu 16 je třída hlídkových lodí Švýcarské armády. Jedná se o plavidla typu Watercat 1250 Patrol finské loděnice Marine Alutech. Čluny mohou být nasazeny během pohraničního hlídkování, při záchraně osob nebo při průzkumu. Operují na švýcarských řekách a jezerech. Celkem bylo objednáno 14 jednotek této třídy. Ve službě jsou od roku 2019.

## Stavba

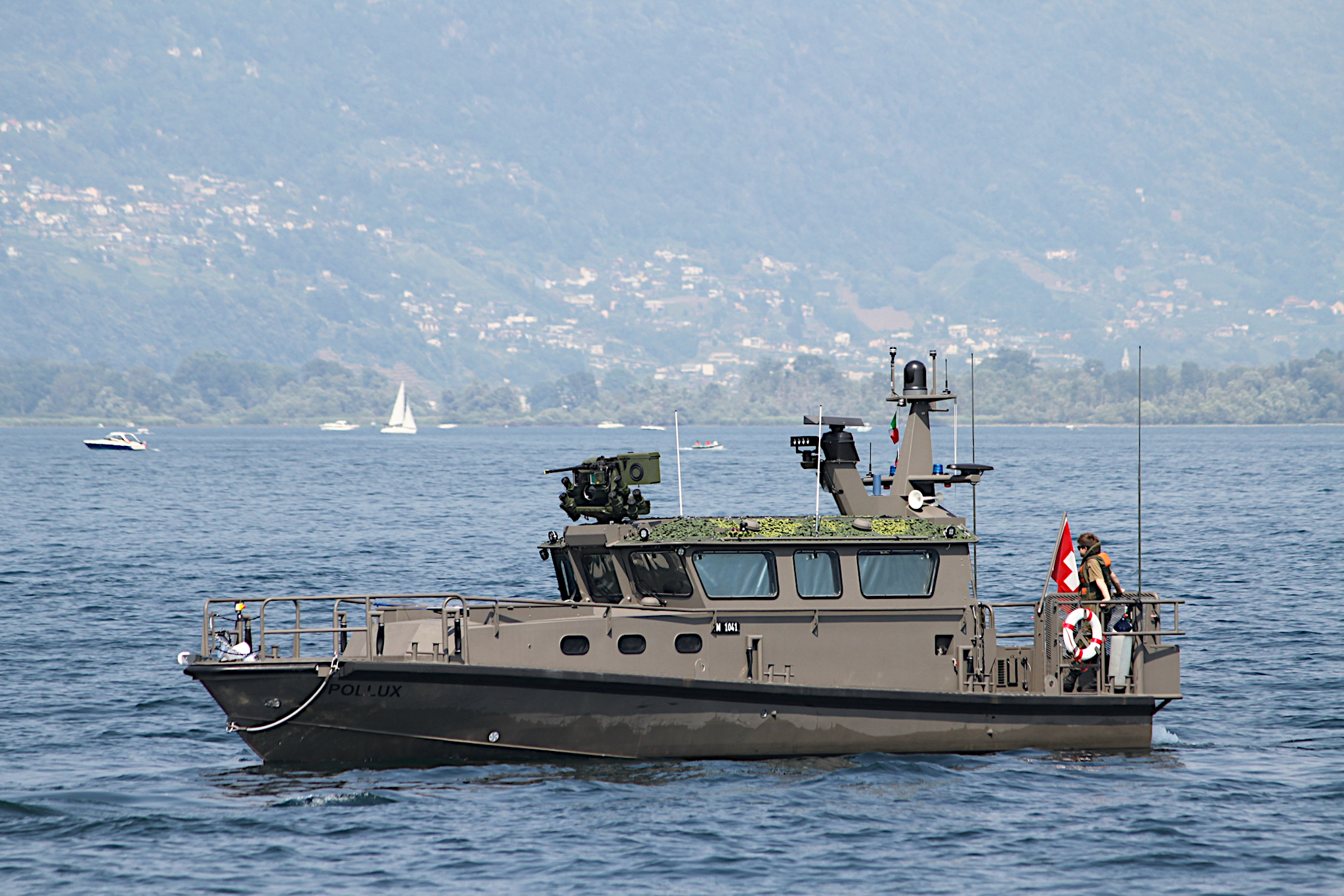
Hlídkový člun Pollux

Celkem bylo objednáno 14 jednotek této třídy. Plavidla jsou derivátem finského typu Watercat 1250 Patrol. Šest lodí bylo postaveno ve finské loděnici Marine Alutech v Tejo a plně vybaveno ve švýcarské loděnici Shiptec. První čtyři jednotky byly do služby přijaty 15. června 2019 na Lucernském jezeře. Z dodávky bylo v Shiptec v Lucernu postaveno osm lodí. Všechny byly do služby přijaty do května 2021.

## Konstrukce

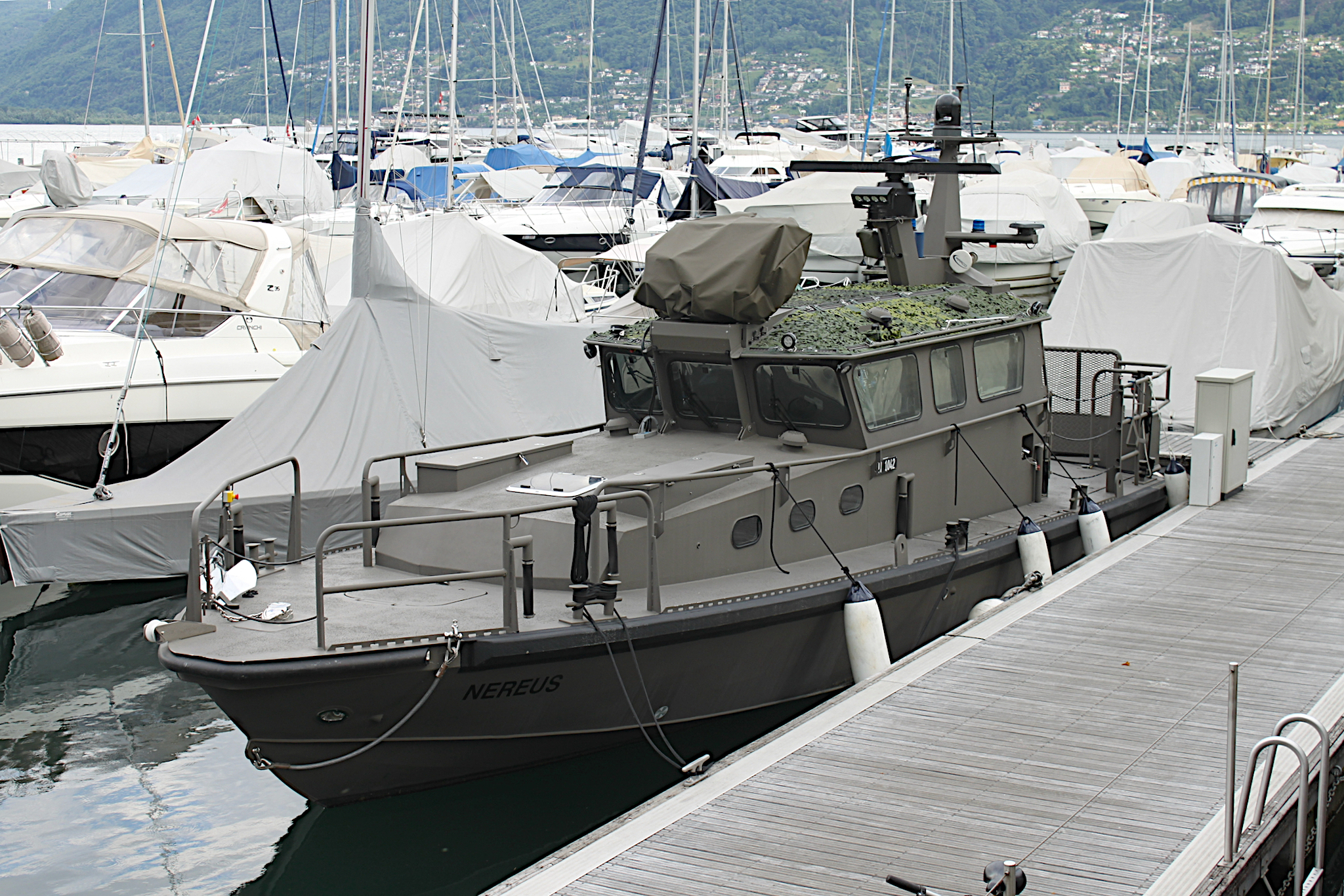
Hlídkový člun Nereus v marině v Locarnu

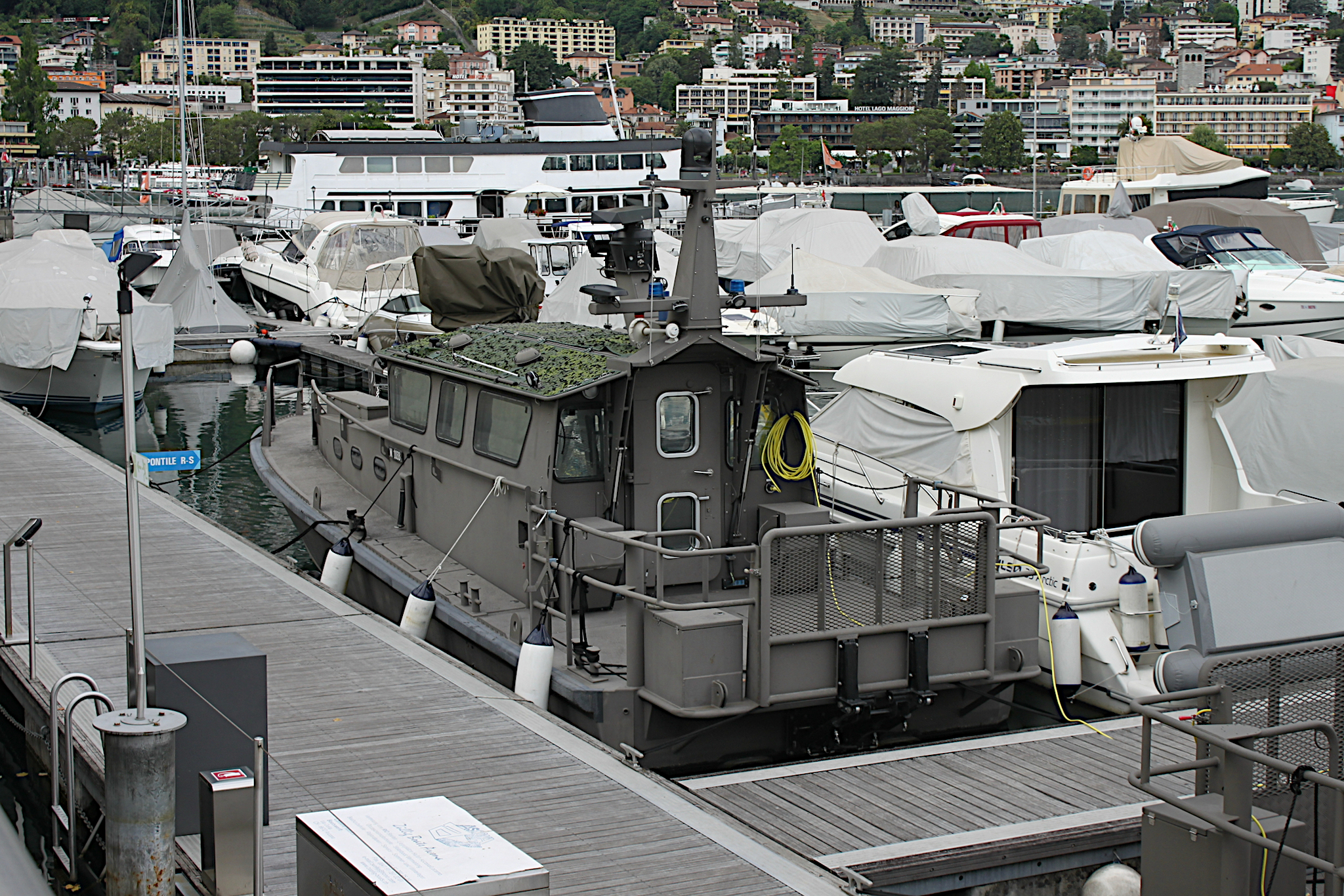
Hlídkový člun Venus v marině v Locarnu

Plavidlo lze po souši přepravovat na návěsu. Posádku tvoří 5 osob a nosnost činí až 15 vojáků. Plavidla jsou vyzbrojena jedním 12,7mm kulometem M2 Browning v dálkově ovládané zbraňové stanici Kongsberg Protector M151, která je umístěna na můstku. Plavidlo může být také volitelně vybaveno jedním 12,7mm kulometem M2 Browning ovládaným člověkem na přídi. Pohonný systém tvoří dva dieselmotory Volvo Penta D6-400/DHP, každý o výkonu 799 hp. Nejvyšší rychlost je 35 uzlů.